# トランス・カナダ・トレイル

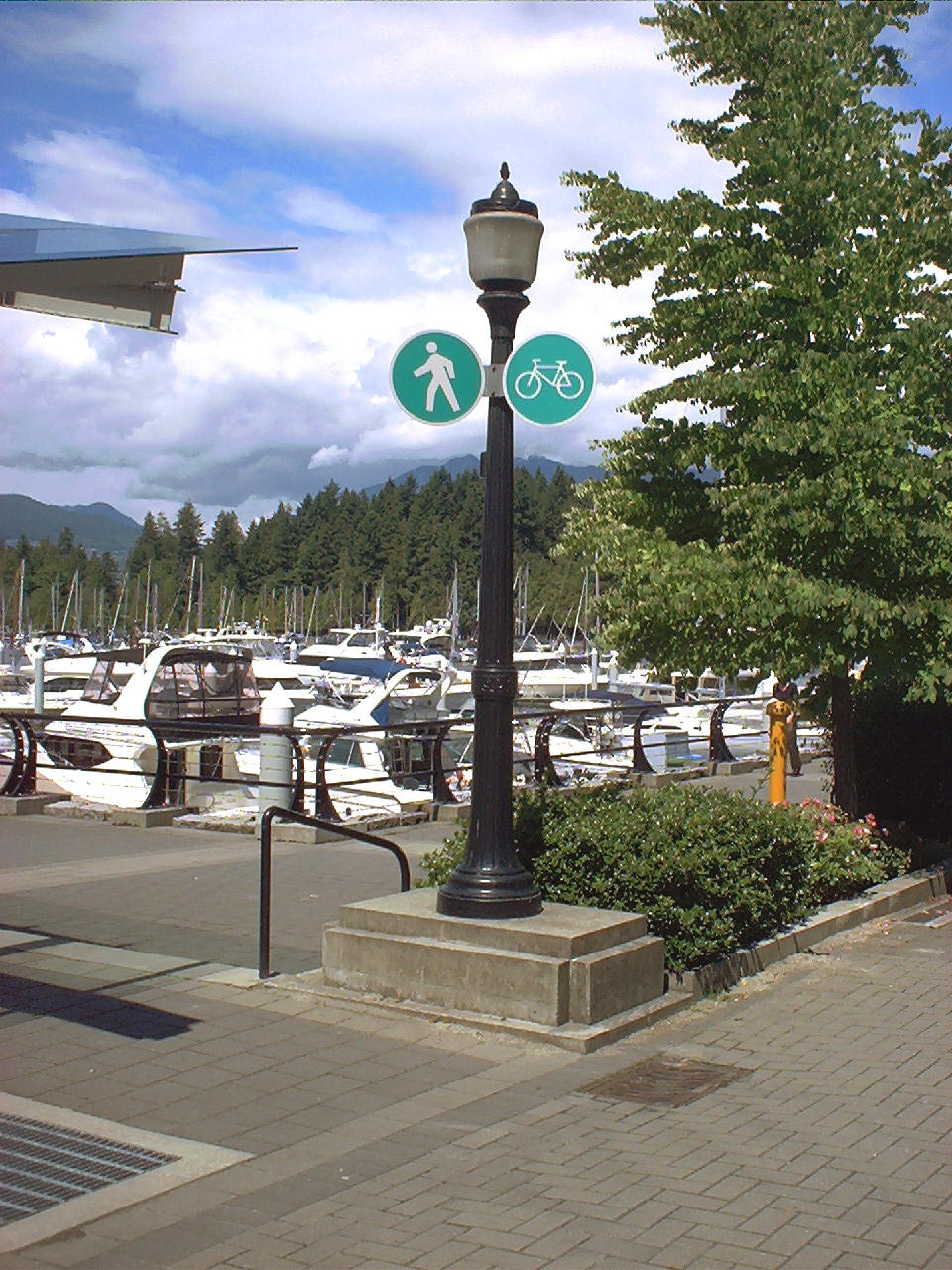
BC州・バンクーバーのコールハーバーに整備されたトランス・カナダ・トレイル

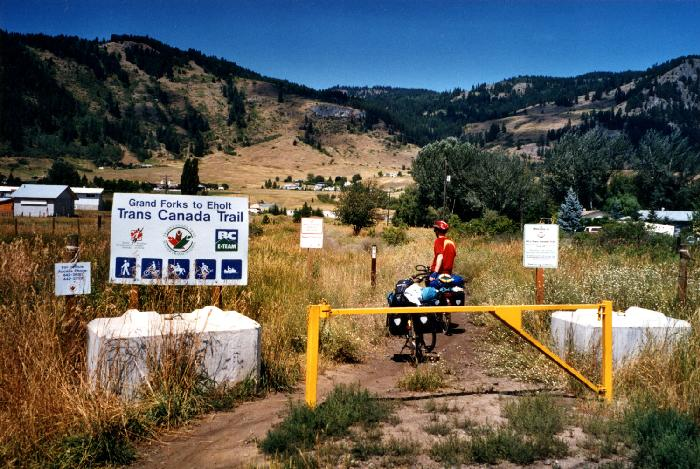
BC州のトレイルの様子

トランス・カナダ・トレイル（英語：Trans Canada Trail、仏語：Sentier Transcanadien）は、カナダ全土を結ぶ自転車、トレッキングなどのための長距離自然歩道、道路網プロジェクト。1992年に提唱され、現在各地で整備中である。完成すると欧州のユーロヴェロやアメリカ合衆国のイーストコースト・グリーンウェイに並んで世界有数のトレイル（小道）となる。ハイキング、サイクリング、クロスカントリースキー、オフロード、スノーモービルなど多様な用途に使用される。
アメリカ・イーストコースト・グリーンウェイの「レイル・トゥ・トレイル（鉄道の廃線区間をコースにしたトレイル）」に倣い、多くの路線はカナダ太平洋鉄道やカナディアン・ナショナル鉄道から各州政府に寄付された廃線区間の土地を基盤に整備されている。また多くの区間は過去から既設のトレイルとなっているものを割り当てている。

## 概要
- 距離：18,078km（全線開通の場合）
- 1992年、カナダ独立125周年記念し提唱され、整備開始
- 2009年、約70％が完成（最初はプリンス・エドワード島地域が完成）